# Шульпин, Александр Михайлович
Александр Михайлович Шульпин (20 декабря 1896 (1 января 1897), Василёво — 8 августа 1974, Горький) — советский хозяйственный, государственный и политический деятель.

## Биография
Родился в 1897 году. Член ВКП(б) с 1939 года.
В 1914 году окончил Ковровское техническое железнодорожное училище, в 1932 году окончил Московское высшее инженерно-строительное училище.
В 1914—1931 гг. — десятник в городе Балахна, техник, прораб на стройках Васильсурска, Лыскова, Нижнего Новгорода.
В 1936—1939 гг. работал начальником стройгруппы, начальником архитектурно-планировочного управления Горьковского обкома ВКП(б).
В 1939—1941 гг. заместитель председателя Горьковского горисполкома, в 1941—1943 гг. заместитель председателя Горьковского облисполкома, в 1943—1950 гг. председатель Горьковского горисполкома. В 1942 году награждён медалью «За трудовое отличие», в 1943 — Орденом Трудового Красного Знамени
В 1950 году был привлечён к уголовной ответственности по «Ленинградскому делу», арестован, репрессирован.
После освобождения в 1952 году, вернулся в город Горький, работал в строительных организациях. После смерти Сталина реабилитирован.
В 1954—1956 годах — первый заместитель председателя Горьковского совнархоза.
В 1956—1959 годах — начальник управления строительства и архитектуры Горьковского горисполкома.
Депутат Верховного Совета РСФСР II созыва (1947—1950).
Жил в городе Горьком.
Умер в 1974 году, похоронен на Бугровском кладбище.